# 燈明寺 (台東区)
燈明寺（とうみょうじ）は、東京都台東区にある天台宗の寺院。

## 歴史
1617年（元和3年）、法印祐般によって開山された。
元々は神田駿河台に位置していたが、1657年（明暦3年）の明暦の大火で焼失したため、現在地に移転した。
1923年（大正12年）の関東大震災に罹災した。信州善光寺の燈明を分けた石灯籠や本堂は倒壊したが、本尊は何とか救出した。

## 文化財
- 銅造阿弥陀如来立像及び両脇侍像（台東区有形文化財 平成21年3月登載）[3]

## 交通アクセス
- 銀座線稲荷町駅より徒歩8分（経路案内）。